# Kirkenes kyrka

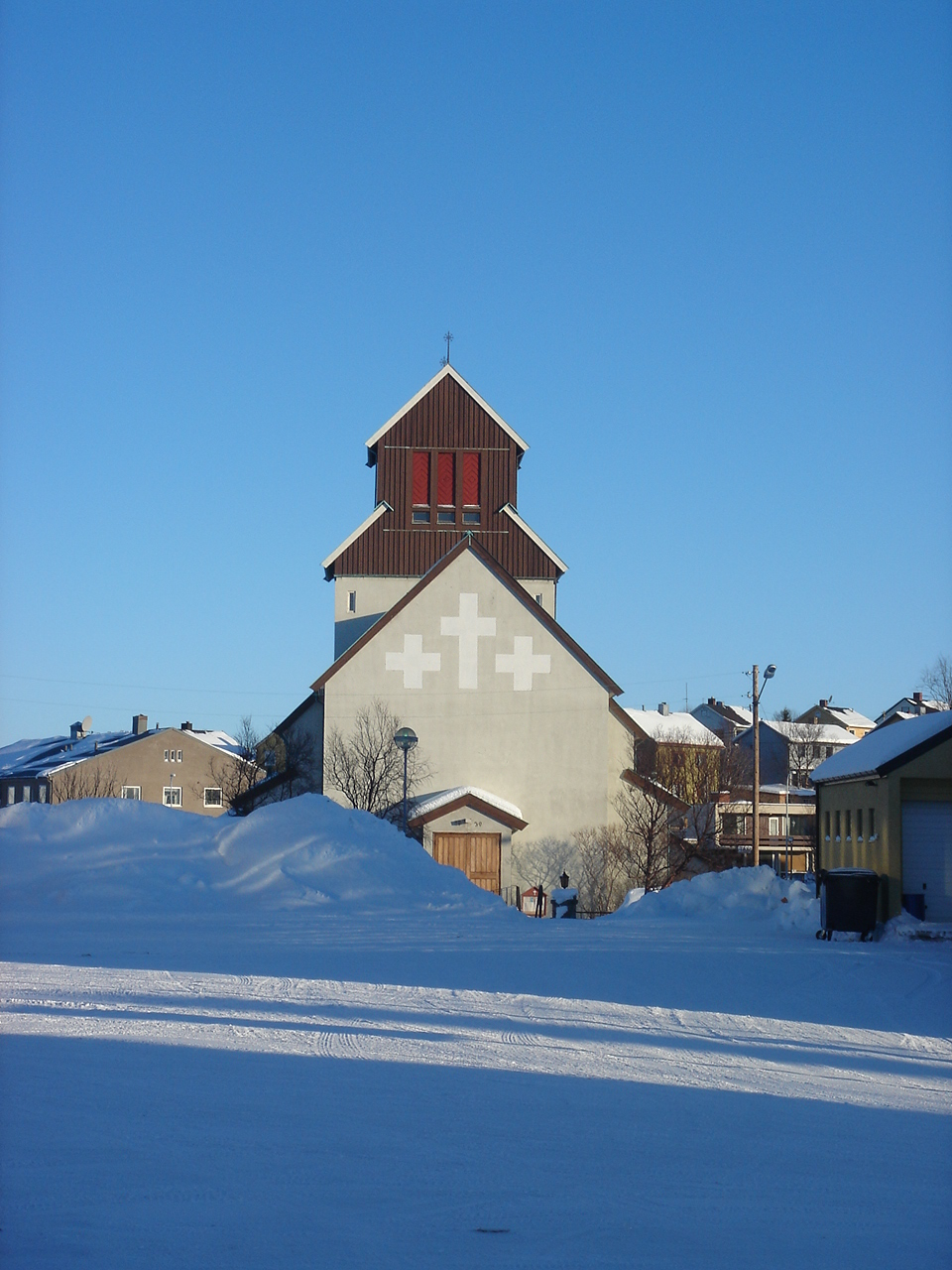
Kirkenes kyrka

Kirkenes kyrka är en långkyrka från 1959 i Kirkenes i Sør-Varangers kommun i Finnmarks fylke. Kyrkan är sockenkyrka i Sør-Varangers socken i Varangers prosti.
Kirkenes kyrka, som är byggd i betong, ritades av Sofus Hougen och inredningen är från byggnadsåret eller senare. Altartavlan är skapad av skulptören Kristofer Leirdal och visar Jesusbarnet i krubban under stjärnorna och Kristus på korset. Leirdal har också gjort dopfunten, medan predikstolen gjorts av Sivert Donali. Orgeln är en J.H. Jørgensen-orgel från 1959 och var en gåva till kyrkan av AS Sydvaranger till invigningen av kyrkan.. Den har 275 sittplatser och läktare.
Nuvarande kyrka byggdes som en del av återuppbyggnaden efter andra världskriget och är den andra kyrkan på denna plats. Den första kyrkan i Kirkenes invigdes 1862 och var en åttkantig träkyrka ritad av Christian Heinrich Grosch. Den fanns kvar till 1944, då den förstördes under de sovjetiska bombningarna av staden före frigörelsen. Kyrkan brann då ned till grunden.

## Fotogalleri

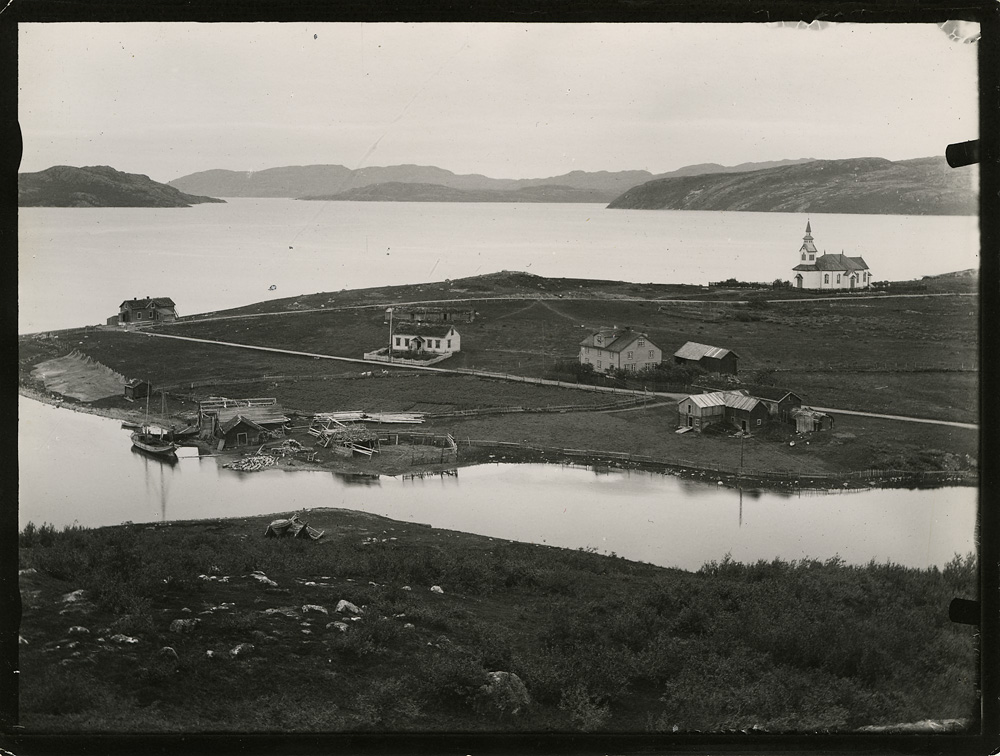
Kirkenes och Lirkenes kyrka 1902
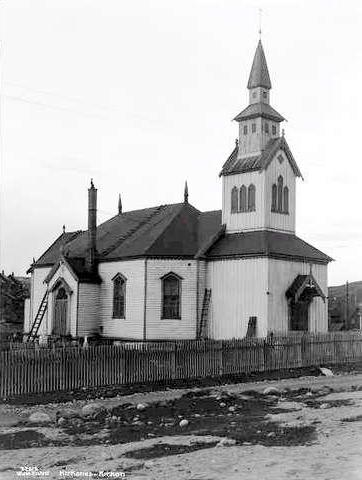
Den tidigare, nu nedbrunna Kirkenes kyrka, ritad av Christian Heinrich Grosch, 1928
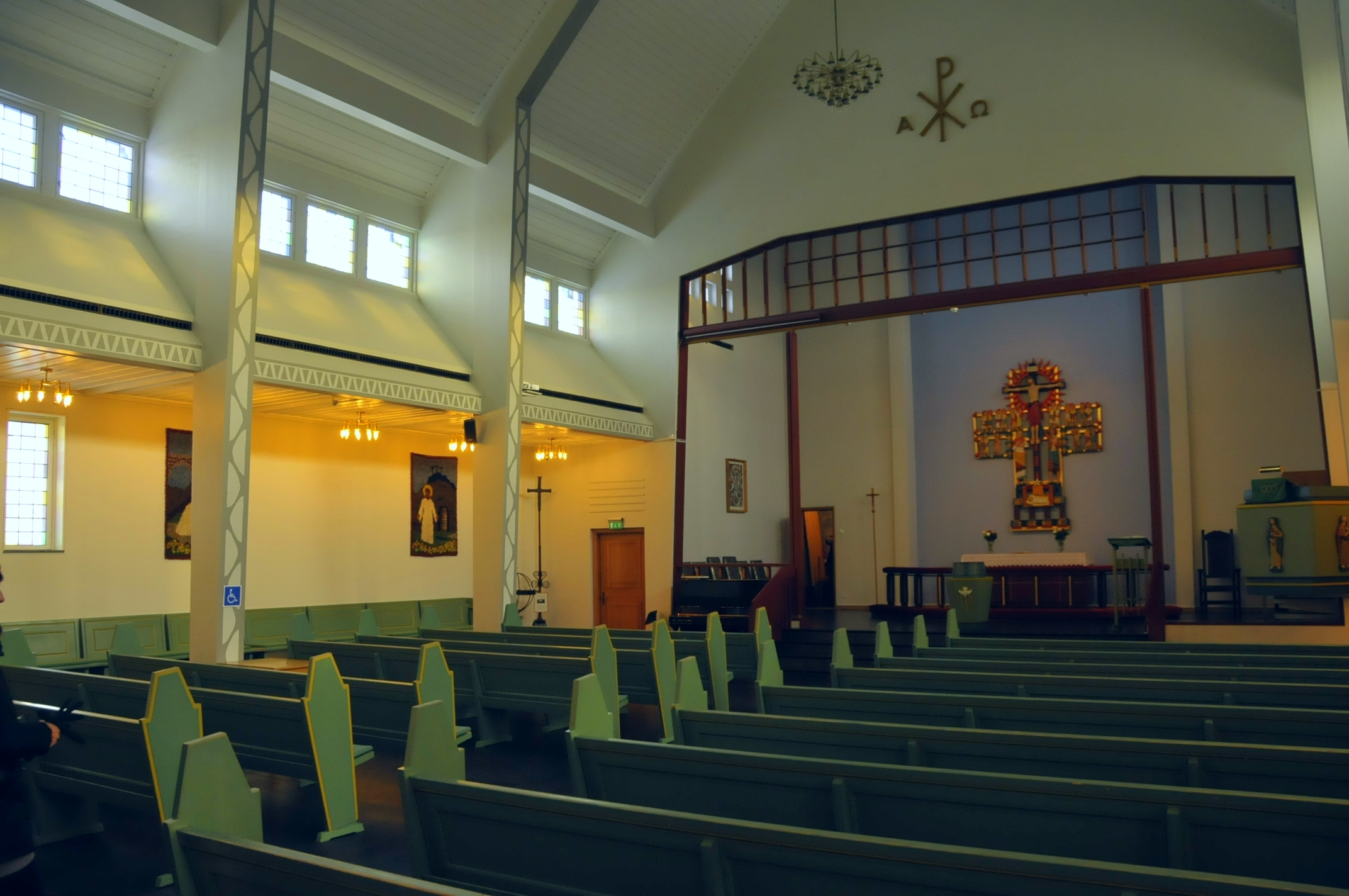
Interiör
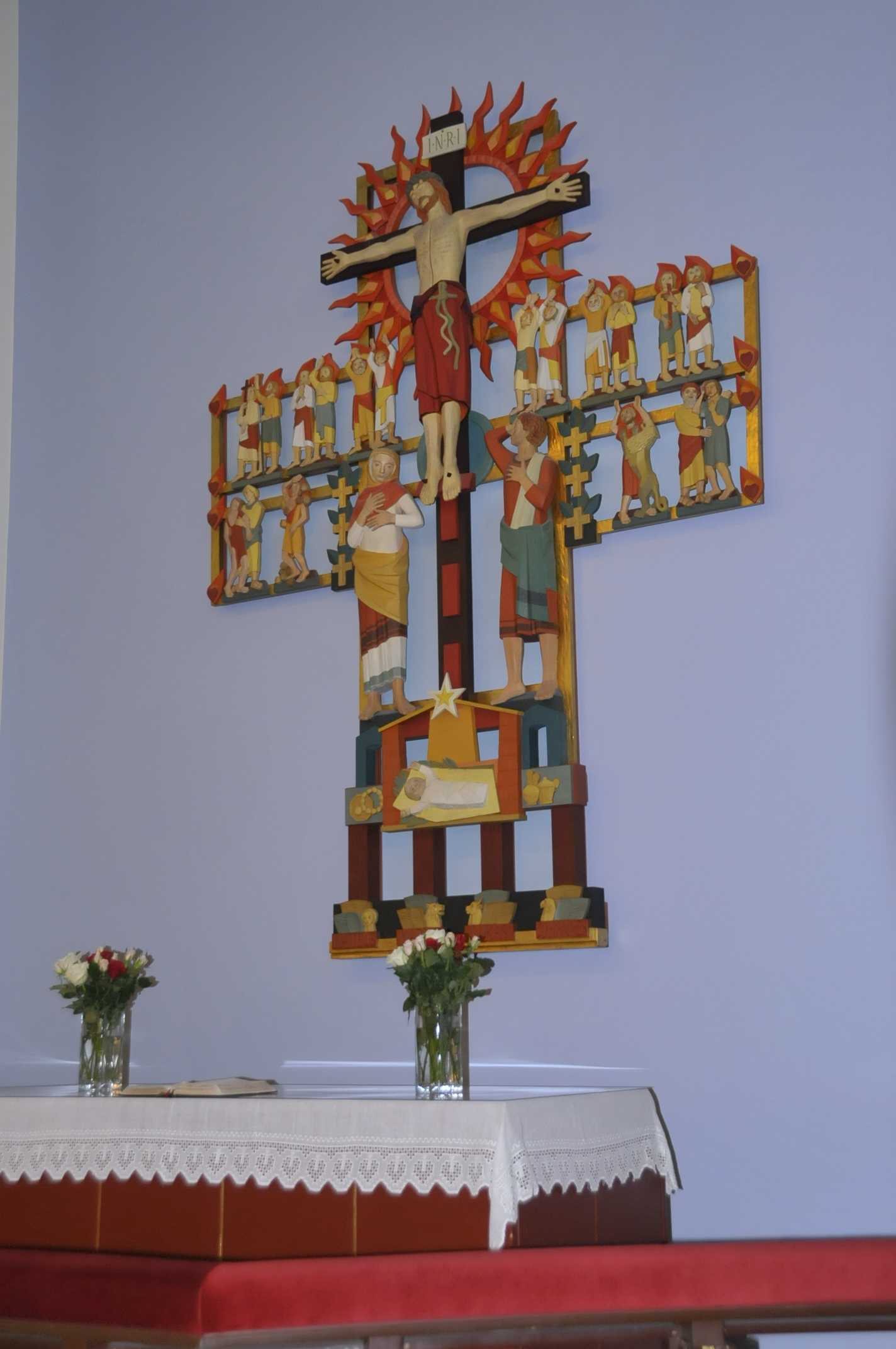
Altartavla av Kristofer Leirdal
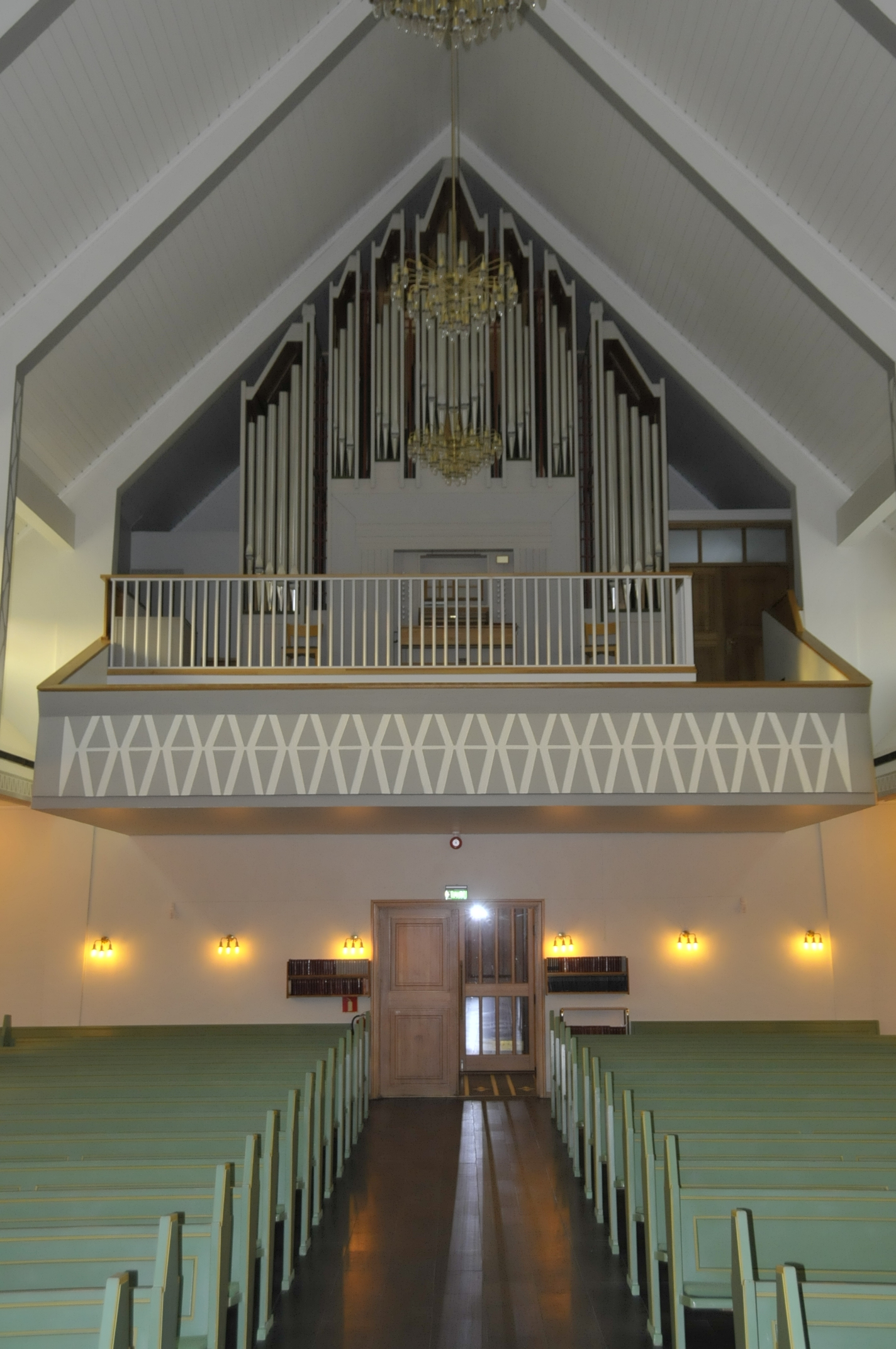
Orgelläktare